# Espen Andersen (1993)
Espen Andersen (Baerums Verk, Akershus, 28 oktober 1993) is een Noorse noordse combinatieskiër. Hij vertegenwoordigde zijn vaderland op de Olympische Winterspelen 2018 in Pyeongchang.

## Carrière
Andersen maakte zijn wereldbekerdebuut in maart 2013 in Oslo. Een jaar na zijn debuut scoorde de Noor in Oslo zijn eerste wereldbekerpunten. In december 2016 behaalde hij in Lillehammer de eerste toptienklassering in zijn carrière. Op de wereldkampioenschappen noordse combinatie 2017 in Lahti eindigde Andersen als tiende op de grote schans en als 25e op de normale schans. Op 24 november 2017 boekte de Noor in Kuusamo zijn eerste wereldbekerzege. Tijdens de Olympische Winterspelen van 2018 in Pyeongchang eindigde hij als tiende op de gundersen normale schans en als 22e op de gundersen grote schans. In de landenwedstrijd sleepte hij samen met Jan Schmid, Jarl Magnus Riiber en Jørgen Gråbak de zilveren medaille in de wacht.

## Resultaten

### Olympische Spelen
| Jaar | Plaats      | Resultaten                                 |
| ---- | ----------- | ------------------------------------------ |
| 2018 | Pyeongchang | 10e Gundersen NH · 22e Gundersen LH · Team |

### Wereldkampioenschappen
| Jaar | Plaats | Resultaten                        |
| ---- | ------ | --------------------------------- |
| 2017 | Lahti  | 25e Gundersen NH 10e Gundersen LH |

### Wereldbeker
Eindklasseringen
| Seizoen   | Plaats |
| --------- | ------ |
| 2013/2014 | 62e    |
| 2014/2015 | 45e    |
| 2015/2016 | 39e    |
| 2016/2017 | 15e    |
| 2017/2018 | 9e     |
| 2018/2019 | 21e    |
| 2019/2020 | 18e    |

Wereldbekerzeges
| Datum            | Plaats      | Onderdeel       |
| ---------------- | ----------- | --------------- |
| 24 november 2017 | Kuusamo     | 5 km Gundersen  |
| 3 december 2017  | Lillehammer | 10 km Gundersen |